# Agrin
Agrin ist ein Proteoglycan aus der Gruppe der Heparansulfate. Es ist an der Ausbildung von Nervenzellen während der Embryonalentwicklung beteiligt und steuert dabei die Ausbildung von Kontaktstellen zwischen Nerven- und Muskelzellen.

## Eigenschaften
Agrin besitzt eine Molekülmasse von 400 kDa und ist in der synaptischen Membran der motorischen Endplatte und anderen Basalmembranen lokalisiert. Seine wesentliche Funktion besteht in der Entwicklung der motorischen Endplatte während der Embryonalentwicklung sowie nachfolgend der Regeneration dieser Strukturen. Der Name ergibt sich hierbei aus der Fähigkeit, andere Proteine an der postsynaptischen Membran zu binden und zu aggregieren. Bei diesen Proteinen handelt es sich in erster Linie um nikotinerge Acetylcholinrezeptoren (ACh-Rezeptoren), aber auch um Cholinesterasen, Agrin-Rezeptoren und Elemente von Zytoskelett und Basalmembran. Dies ermöglicht lokale Konzentrationen der ACh-Rezeptoren von bis zu 20.000 pro Quadratmikrometer, womit die Konzentration mehrere tausend Mal größer ist, als außerhalb synaptischer Bereiche. Während somit Agrin die Anhäufung bereits existierender ACh-Rezeptoren gewährleistet, ist es das Protein ARIA, das die Gesamtzahl der ACh-Rezeptoren auf der Muskeloberfläche erhöht.  Im Menschen wird es durch das AGRN-Gen codiert.
Agrin findet sich auch in anderen Geweben, hierbei vor allem in der glomerulären Basalmembran in der Niere und der alveolären Basalmembran in der Lunge.

## Funktionsmechanismus
Der exakte Funktionsmechanismus ist noch nicht vollständig verstanden. Ein Vorschlag besteht in der Agrin-Hypothese von Jack McMahan: Während der Embryonalentwicklung wird Agrin im Vorderhorn des Rückenmarks synthetisiert, entlang des Axons transportiert und schließlich durch Wachstumskegel des wachsenden Motorneurons in den synaptischen Spalt sezerniert. Dieses wird von in dem in der Plasmamembran des Muskels vorliegenden Agrin-Rezeptor gebunden, der nun wiederum das MuSK-Protein, eine Tyrosin-Kinase, aktiviert, welche selbst nicht an der Bindung von Agrin beteiligt ist. Das MuSK-Protein aktiviert daraufhin durch Autophosphorylierung Faktoren einer noch unvollständig verstandenen intrazellulären Signalkaskade, die nun unter anderem zur Phosphorylierung und infolgedessen Aggregation der nikotinischen Acetylcholin-Rezeptoren führen. Weiterhin aggregieren so auch Cholinesterasen, Natriumkanäle und mehrere weitere Proteine.

## Struktur
Agrin besteht aus vielen verschiedenen Domänen, was typisch für große, extrazelluläre Proteoglykane ist. Der N-Terminus enthält eine Laminin-bindende Domäne, die dafür sorgt, dass das Molekül nach der Sekretion von der Nervenzelle in die synaptische Basalmembran eingebaut wird und fester Bestandteil dieser Struktur bleibt. Im Weiteren besteht Agrin aus vielen Follistatin-, Laminin- und EGF-ähnlichen Domänen. Die letzteren zwei Domänentypen bilden den C-terminalen Bereich des Moleküls, der insbesondere für die Bindung an den Agrinrezeptor und somit der Bildung synaptischer Strukturen verantwortlich ist. Alternatives mRNA-Spleißen in diesem Molekülteil – drei Spleißstellen sind beschrieben – führt zu Isoformen, die unterschiedliche Aktivitäten beim Aufbau synaptischer Strukturen aufweisen. Eine Spleißstelle erweist sich dabei als besonders kritisch. Von insgesamt fünf bislang nachgewiesenen Isoformen – theoretisch sind insgesamt 16 Isoformen denkbar – haben zwei überhaupt keine synaptische Aktivität. Im Gegensatz zu den aktiven Agrinisoformen werden solche inaktiven Isoformen auch von nicht-neuronalen Zellen wie z. B. Muskelzellen hergestellt.